# Konrad Mauser
Konrad Mauser (* um 1500 in Nürnberg; † 23. Oktober 1548 in Wittenberg) war ein deutscher Rechtswissenschaftler.

## Leben
Der Sohn des Otto Mauser hatte sich im Sommersemester 1520 an der Universität Leipzig immatrikuliert, kam am 21. Dezember 1524 an die Universität Wittenberg und schloss 1529 die Ehe mit einer Wittenberger Ratsherrentochter. 1530 erlangte er das Lizentiat der Rechtswissenschaften als Voraussetzung für ein akademisches Lehramt, das er dann als Substitut für die Institutionen seit 1531 für Benedikt Pauli ausübte. Im Jahre 1536 wird er als Professor der Institutionen genannt. Er war Mitglied des Spruchkollegiums der Juristenfakultät, des Schöffenstuhls und des Wittenberger Hofgerichts. Schließlich wurde er 1544 auch Beisitzer des mit Juristen und Theologen besetzten Wittenberger Konsistoriums. Vier Jahre später starb er frühzeitig in Wittenberg.
Von Mausers Werken kennt man seine Kommentierungen zu verschiedenen Institutionentiteln, die Bedeutung erlangten. Dazu gehören eine wichtige Arbeit über die Eheschließung und eine Schrift zum Prozessrecht. Die Anleitung zur Führung des Gerichtsprozesses erfuhr bis in das 17. Jahrhundert hinein mehrere bearbeitete Auflagen. Seine Schriften veröffentlichte ein gleichnamiger Sohn von ihm.

## Werkauswahl
- Explicatio erudita et utilis X. Tituli Instit. de nuptiis, dictata olim publice a clariß. & doctiß. Iurisconsulto L. Cunrado Mausero, Noribergensi Professore LL. in Academia Witebergensis & nunc primum edita. Crato, Wittenberg 1569. (Digitalisat)
- Processus iuris, una cum utilissima explicatione tituli Instit. De exceptionibus ante annos XXIX conscriptus & publice dictatura in academia Witebergensi. Nunc vero primum editus. Crato, Wittenberg 1569. (Digitalisat)
- Gerichtlicher Proceß, Wie derselbige in allen[n] Instantzen/ von anfangs bis zum Ende, vornemblich in Städten gebräuchlich ist, mit zugehörigen formulis actionum und libellorum, die hierinnen kürtzlich zu finden und auffs förmlichste gestellett. Wipprecht, Jena 1607. (Digitalisat)
- Tractatus connubiorum, a tribus praestantissimis Saxoniae jctis [ictis] conscripti ; quorum primus 1. Joachimi a Bevst ... in tres partes divisus est, prima pars continet materiam sponsaliorum, altera matrimoniorum, tertia dotium. Wittenberg 1569, Jena 1682. (Digitalisat der Ausg. Jena 1682)